# Siayan
Siayan (Bayan ng Siayan) är en kommun i Filippinerna. Kommunen ligger på ön Mindanao, och tillhör provinsen Zamboanga del Norte. Folkmängden uppgår till 33 074 invånare.

## Barangayer
Siayan är indelat i 22 barangayer.
| - Balok - Balunokan - Datagan - Denoyan - Diongan - Domogok - Dumpilas - Gonayen - Guibo - Gunyan - Litolet | - Macasing - Mangilay - Moyo - Muñoz - Pange - Paranglumba (Pob.) - Polayo - Sayaw - Seriac - Siayan Proper (Pob.) - Soguilon |